# Икарус ШМ
ШМ је хидроплан двокрилац дрвене конструкције. Труп је у облику чамца. Крила имају релативно танак, закривљен аеропрофил и пресвучена су платном. Међусобно и са трупом крила су повезана упорницама и челичним затегама. Горње крило је изграђено из три дела. На крајевима доњег крила се налазе мали пловци. Мотор са потисном елисом је смештен на носачу између крила а са трупом и централним делом крила је повезан балдахином од челичних цеви.

## Развој
Током 1921. и 1922. године инжењер Јосип Микл је са групом сарадника из Ваздухопловног арсенала копненог ваздухопловства израдио пројекат и радионичке цртеже новог двокрилног школског хидроплана. Инж. Микл је цртеже хидроплана понудио Министарству војске и морнарице Краљевине Срба Хрвата и Словенаца, које их је откупило за потребе свог Поморског ваздухопловства.
Уговор је склопљен почетком 1924. године да Краљевина СХС бесплатно уступи цртеже хидроплана фабрици "Икарус", која је приступила изради прве серије од шест авиона.

## Хидроплан саграђен у „Икарусу"
Прототип је био довршен до краја октобра, а први лет је обављен 10. новембра 1924. године са Дунава код зимовника у Новом Саду. Пробни пилот је био Димитрије Коњовић. Пробни летови су обављани до 25. новембра. Званична државна комисија је на основу пробних летова закључила да хидроплан у потпуности испуњава постављене захтеве. Званичан назив авиона је „ШМ“, што представља скраћеницу од назива „школско-морнарички“. Припадници Поморског ваздухопловства су овај хидроплан популарно звали „Шимика“.
У Кумбору је крајем априла 1925. извршена званична предаја Поморском ваздухопловству прве серије од 6 авиона.
Током 1925. године су испоручене још две серије од по шест авиона. Они су сви били опремљени чехословачким моторима Блеск, од 100 .

## Даљи развој
Хидроплани четврте серије су знатније се разликовали од прве три серије. ШМ.1 је по димензијама исти као стандардни школски хидроплан, али је уграђен мотор Мерцедес од 160 коњских снага. Маса авиона је повећана као и брзина лета а плафон је достигао 5.000 метара.
Шест ШМ.1 је испоручено до фебруара 1926. године.
Током 1926. године у радионицама „Икаруса“ је изграђена пета серија од шест стандардних ШМ са моторима Мерцедес од 100 .
Последње две серије хидроплана ШМ су испорућене Поморском ваздухопловству крајем двадесетих година, једна од њих је имала моторе Мерцедес од 120 KS. Од 1924. до 1930. године „Икарус“ је у Новом Саду саградио укупно седам сетрија од 6 авиона разних верзија односно укупно 42 ШМ свих варијанти.
У хидроплане ШМ су уграђивани мотори чехословачким мотори Блеск, од 100 KS као и немачки мотори Мерцедес ДИ са снагама од 100, 120 и 160 KS.
У прве серије ШМ су уграђиване елисе берлинске фабрике „Хајне“, а касније елисе произведене у „Икарусу“.

## Варијанте хидроавиона Икарус ШМ
У зависности од уграђених мотора промениле су се и неке карактеристике хидроавиона Икарус ШМ. Те промењене карактеристике су приказане табеларно.
| Карактеристике      | Јед. | ШМ 100 | ШМ 120 | ШМ 160 |
| ------------------- | ---- | ------ | ------ | ------ |
| Мотор Мерцедес      | KS   | 100    | 120    | 160    |
| Снага мотора        | kW   | 74     | 88     | 117    |
| Маса празног авиона | kg   | 730    | 800    | 900    |
| Укупна маса авиона  | kg   | 1.010  | 1.150  | 1.180  |
| Максимална брзина   | km/h | 120    | 126    | 140    |
| Долет               | km   | 360    | 280    | 280    |
| Плафон лета         | m    | 3.000  | 5.000  | 5.000  |

## "Икарус ШМ“ у употреби
Икарус ШМ је у југословенском поморском ваздухопловству коришћен пуних 18 година, све до априла 1941. године. „Шимика“ је био добар авион за обуку пошто је био добро управљив по узбурканом мору, а захваљујући подрељефној степеници, брзо се одлепљивао од воде.
"Шимика“ је углавном употребљаван за основну обуку хидропилота у Поморској ваздухопловној школи. Поред обуке, Икарус ШМ су често коришћени за помоћне задатке као што су превоз официра, поште и наређења, као и хидролошка и картографска истраживања, и за вучу мета у току вежби гађања.
Варијанта ШМ.1 је служила за извиђање обале, за праћење кретања торпеда, откривање минских поља, као и за корекцију ватре обалске артиљерије и координацију садејстава морнарице и копнених трупа.
Поручник корвете Еуген Шоштарић је поставио први југословенски рекорд у достигнутој висини лета, 29. октобра 1929. године када је у Дивуљама једним стандардним ШМ са мотором од 120 КС достигао висину од 6.720 метара.
Почетком 1936. године, две „Шимике“ су додељене аеро-клубовима у Сплиту и Сушаку.
По италијанским изворима, 1941. су заробљена четири неисправна авиона Икарус ШМ, серијских бројева 7, 23, 26, 57, а о њиховој даљој судбини не зна се ништа претпоставља се да су уништени.